# Ralf Falkenmayer
Ralf Falkenmayer (ur. 11 lutego 1963 we Frankfurcie nad Menem) – były niemiecki piłkarz występujący na pozycji pomocnika.

## Kariera klubowa
Falkenmayer treningi rozpoczął w wieku 5 lat w klubie SV Niederursel. W 1979 roku, mając 16 lat trafił do juniorskiej ekipy Eintrachtu Frankfurt. W sezonie 1980/1981 został włączony do jego pierwszej drużyny. W Bundeslidze zadebiutował 6 czerwca 1980 w przegranym 0:4 meczu z Borussią Dortmund. W sezonie 1980/1981 rozegrał 2 ligowe spotkania, a także zdobył z klubem Puchar Niemiec. Od początku następnego sezonu stał się podstawowym graczem Eintrachtu. 9 marca 1982 w przegranym 3:5 spotkaniu z 1. FC Nürnberg strzelił pierwszego gola w trakcie gry w Bundeslidze. W Eintrachcie Falkenmayer rał do 1987 roku. W tym czasie rozegrał tam 173 ligowe spotkania i zdobył 21 bramek.
W 1987 roku przeszedł do Bayeru 04 Leverkusen, również grającego w Bundeslidze. Pierwszy ligowy mecz zaliczył tam 31 lipca 1987 przeciwko Waldhofowi Mannheim (2:1). W 1988 roku zdobył z klubem Puchar UEFA, po pokonaniu w finałowym dwumeczu Espanyolu Barcelona. Przez dwa lata w barwach Bayeru Falkenamyer zagrał 48 razy i zdobył 7 bramek.
W 1989 roku powrócił do Eintrachtu Frankfurt. W 1990, 1992, 1993 zajmował z zespołem 3. miejsce w lidze, które było najwyższym w trakcie jego kariery w Bundeslidze. W 1996 roku Falkenmayer odszedł do Eintrachtu Trewir, występującego w Regionallidze. W 1999 roku zakończył karierę.

## Kariera reprezentacyjna
W 1984 roku Falkenmayer został powołany do kadry na Mistrzostwa Europy. Nie rozegrał tam jednak żadnego spotkania, a Niemcy odpadli z turnieju po fazie grupowej. W drużynie narodowej Falkenmayer zadebiutował 12 września 1984 w przegranym 1:3 towarzyskim meczu z Argentyną. Do 1986 roku w kadrze zagrał 4 razy.